# Pierre Joseph Alexis Roussel
Pour les articles homonymes, voir Roussel.
Pierre Joseph Alexis Roussel est un écrivain français né à Épinal le 11 septembre 1758 et mort à Paris le 10 juin 1815.

## Biographie
Il est avocat à Épinal, avant de s'installer à Paris durant la Révolution française. Il est secrétaire d'un comité de la Convention nationale, secrétaire de la  chancellerie de la Légion d'Honneur  ; il est également commissaire de police jusqu'en 1801.
Il utilise plusieurs pseudonymes : « P. J. A. R. D. E. » (Pierre-Joseph-Alexis Roussel, d'Épinal) ; « L. C. R. » (le citoyen Roussel) ; « M. de Proussinalle ».

## Œuvres
- Correspondance secrète de plusieurs personnages illustres à la fin du XVIIIe siècle, ou Mémoires importans pour servir à l'histoire du temps, Paris, Lerouge, 1802 ;
- Le Château des Tuileries ou Récit ce qui s'est passé dans l'intérieur de ce Palais, depuis sa construction jusqu'au 18 Brumaire l'an VIII. Avec des particularités sur la visite que le lord Bedfort y a faite après le 10 août 1792, dans laquelle on a recueilli des anecdotes curieuses sur les secrets de l'état sur la famille royale, les personnes de la cour, les ministres, les parlemens, et sur l'enlèvement des effets de la couronne, la dilapidation du mobilier, la police secrète de la cour, enfin sur la situation de Paris pendant la révolution, Paris, Lerouge, 1802, 2 vol. ;
- Histoire secrète du tribunal révolutionnaire : contenant des détails curieux sur sa formation, sur sa marche ... avec des anecdotes piquantes sur les orgies que faisaient les juges et les jurés, et notamment sur les déjeuners, les dîners et les soupers secrets des meneurs de la convention, et sur les parties fines de Clichy, Paris, Lerouge, libraire, 1815 (lire en ligne).
- En collaboration avec Plancher Valcour : 
  - Annales du crime et de l'innocence, ou Choix des causes célèbres, 20 tomes en 10 volumes, Paris, Lerouge, 1813.
  - Marguerite de Rodolphe, ou l'Orpheline du prieuré, Paris, Pigoreau, 1815, 5 vol.

### Éditeur scientifique
- Jean-Louis Favier, Politique des cabinets de l'Europe pendant les règnes de Louis XV et de Louis XVI, Paris, François Buisson, 1793 ; réédition : Paris, François Buisson, 1802 Lire en ligne sur Gallica.
- Correspondance amoureuse de Fabre d'Églantine, Hambourg et Paris, Hacquart, Richard, Mercier et Desenne, 1796, 3 vol. ; Roussel est l'auteur de la préface Précis historique de son existence morale, physique et dramatique, depuis son premier début au théâtre jusqu'à sa mort ;
- Horace Walpole, Règne de Richard III, ou Doutes historiques sur les crimes qui lui sont imputés ... Traduit de l'anglais par Louis XVI, Paris, Lerouge et Debray, 1800 Lire en ligne[6].
- Correspondance de Louis-Philippe-Joseph d'Orléans avec Louis XVI, la Reine, Montmorin,... etc., etc., avec des détails sur son exil à Villers-Cotterets, et sur la conduite qu'il a tenue au 5 et 6 octobre, écrite par lui ; suivie de ses lettres ... Publiée par L. C. R., Paris, Lerouge et Dehaye, 1800, 288 p.